# La Flamme pourpre
Pour plus de détails, voir Fiche technique et Distribution.

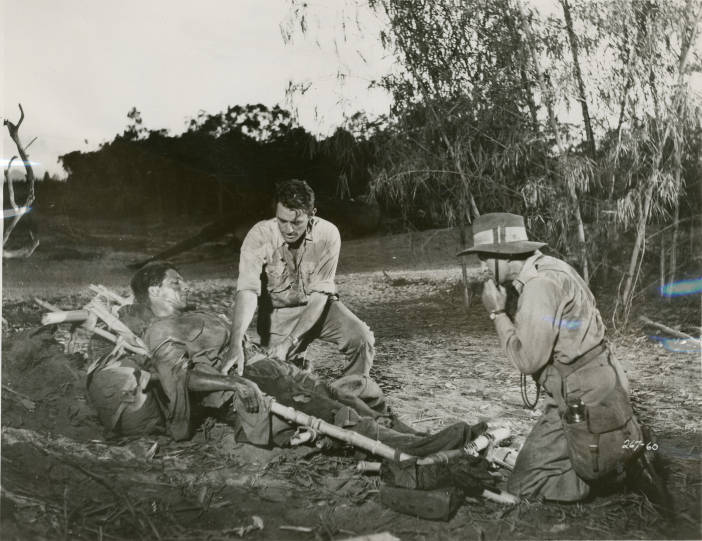
Gregory Peck dans le film de guerre britannique The Purple Plain (1954).

La Flamme pourpre (titre original : The Purple Plain) est un film britannique réalisé par Robert Parrish, sorti en 1954.

## Synopsis
Forrester est un homme blessé par la vie, déprimé et suicidaire à la suite du décès de son épouse lors d'un bombardement. Affecté sur une base de Birmanie pendant la Seconde Guerre mondiale, il cherche une mort au combat et passe ses nuits à cauchemarder et à revivre la mort de sa femme. Le médecin de la base lui redonne de l'intérêt à la vie en lui faisant rencontrer une jeune et jolie birmane au dispensaire voisin de la base. Pendant une mission, son avion s'écrase dans la jungle. Avec ses deux compagnons d'infortune, il doit parcourir un long chemin semé d'embuches pour rechercher du secours. À son retour à la base, Forrester rejoint sa belle birmane qui l'attendait en gardant espoir. Ce film est intéressant à plus d'un titre. Il est l'un des premiers à montrer les « indigènes » locaux sans aucune condescendance ni expression de supériorité occidentale. Il montre le chemin de rédemption d'un homme blessé par la vie et, à ce titre, son cheminement dans le désert de Birmanie est à l'image du désert de sa vie jusqu'à la rencontre de la jeune femme. Cette dernière est jouée par une actrice birmane, chose exceptionnelle pour une époque où l'on aurait plutôt employé une Américaine grimée en Asiatique. Ce fut d'ailleurs son seul rôle car elle fut très difficile à gérer sur le plateau en raison de la présence permanente de son mari, très jaloux, et qui veillait à chaque prise sur « l'honneur » de son épouse. Ceci peut expliquer la dernière prise du film où le héros, de retour de son expédition périlleuse, la retrouve dormant dans son lit et s'allonge à ses côtés sans la réveiller, pour s'endormir à son tour. Les deux corps sont séparés et sans contact, ce qui interroge, vu leur proximité sentimentale.

## Fiche technique
- Titre : La Flamme pourpre
- Titre original : The Purple Plain
- Réalisation : Robert Parrish
- Scénario : Eric Ambler, d'après le roman éponyme de H. E. Bates
- Production : John Bryan
- Société de production : Two Cities Films
- Société de distribution : General Film Distributors (Royaume-Uni) et United Artists (États-Unis)
- Musique : John Veale
- Photographie : Geoffrey Unsworth
- Montage : Clive Donner
- Pays d'origine :  Royaume-Uni
- Langue : anglais
- Budget : 2 000 000 $
- Format : Couleur  — 35 mm — 1,37:1 — Son : Mono
- Genre : Film dramatique, Film d'aventure, Film d'action / Film de guerre
- Durée : 100 minutes
- Dates de sortie : 
  -  14 septembre 1954
  -  4 mars 1955

## Distribution
- Gregory Peck (VF : Marc Valbel) : Bill Forrester, chef d'escadron
- Win Min Than : Anna
- Brenda De Banzie : Mlle McNab
- Bernard Lee (VF : Jean Brochard) : Dr Harris
- Maurice Denham (VF : Jean-Henri Chambois) : Blore
- Lyndon Brook (VF : Philippe Mareuil) : Carrington
- Anthony Bushell (VF : Roger Tréville) : Colonel Aldridge
- Josephine Griffin : Mme Bill Forrester
- Ram Gopal : M. Phang
- Peter Arne (non crédité) : Un lieutenant de l'aviation

## Distinctions
- BAFTA Awards : nominations au
  - meilleur film britannique
  - meilleur film de toutes sources
  - meilleur scénariste britannique (Eric Ambler)
  - meilleur acteur britannique (Maurice Denham)